# 쿠라강

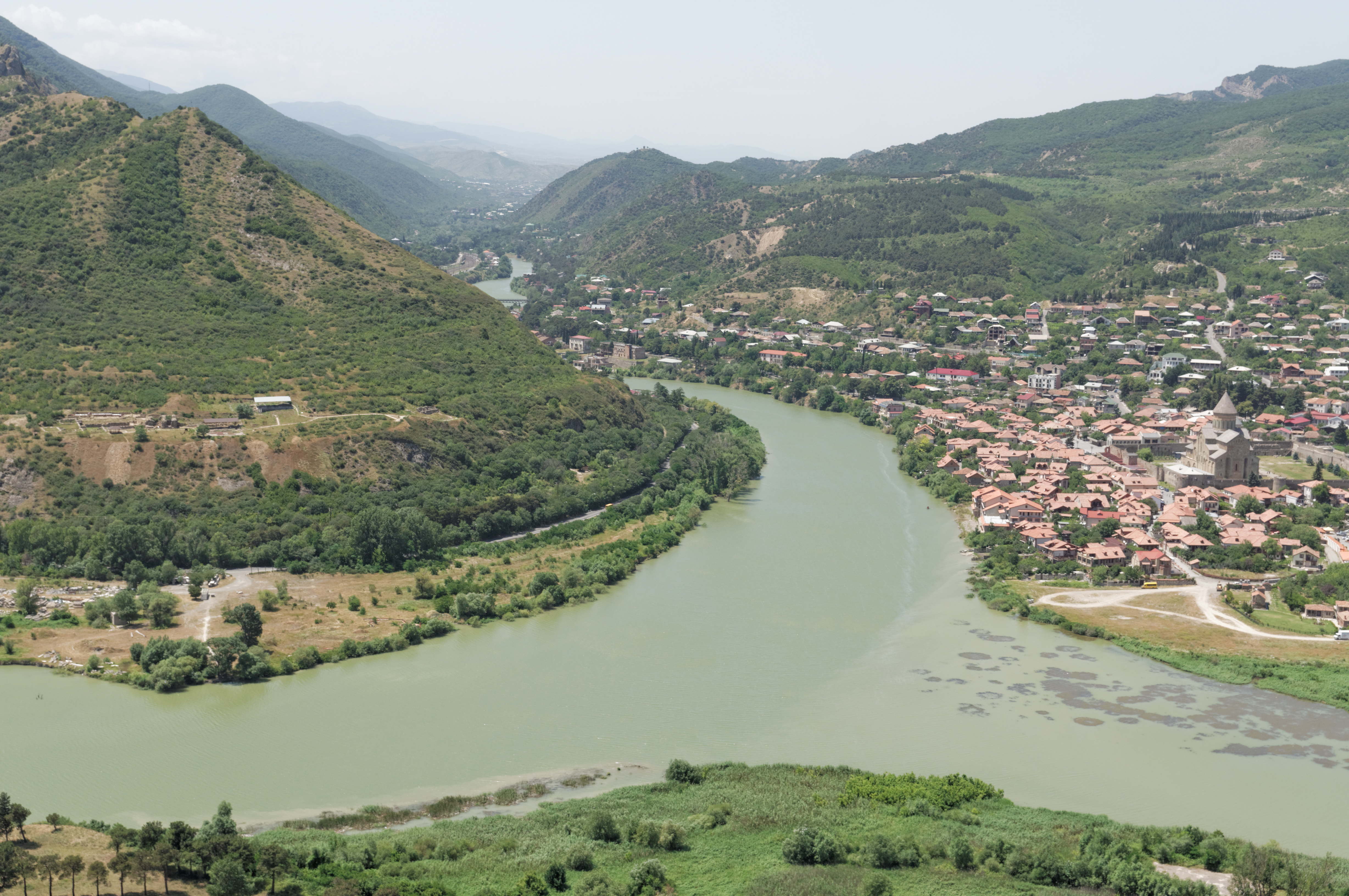
쿠라강의 흐름.

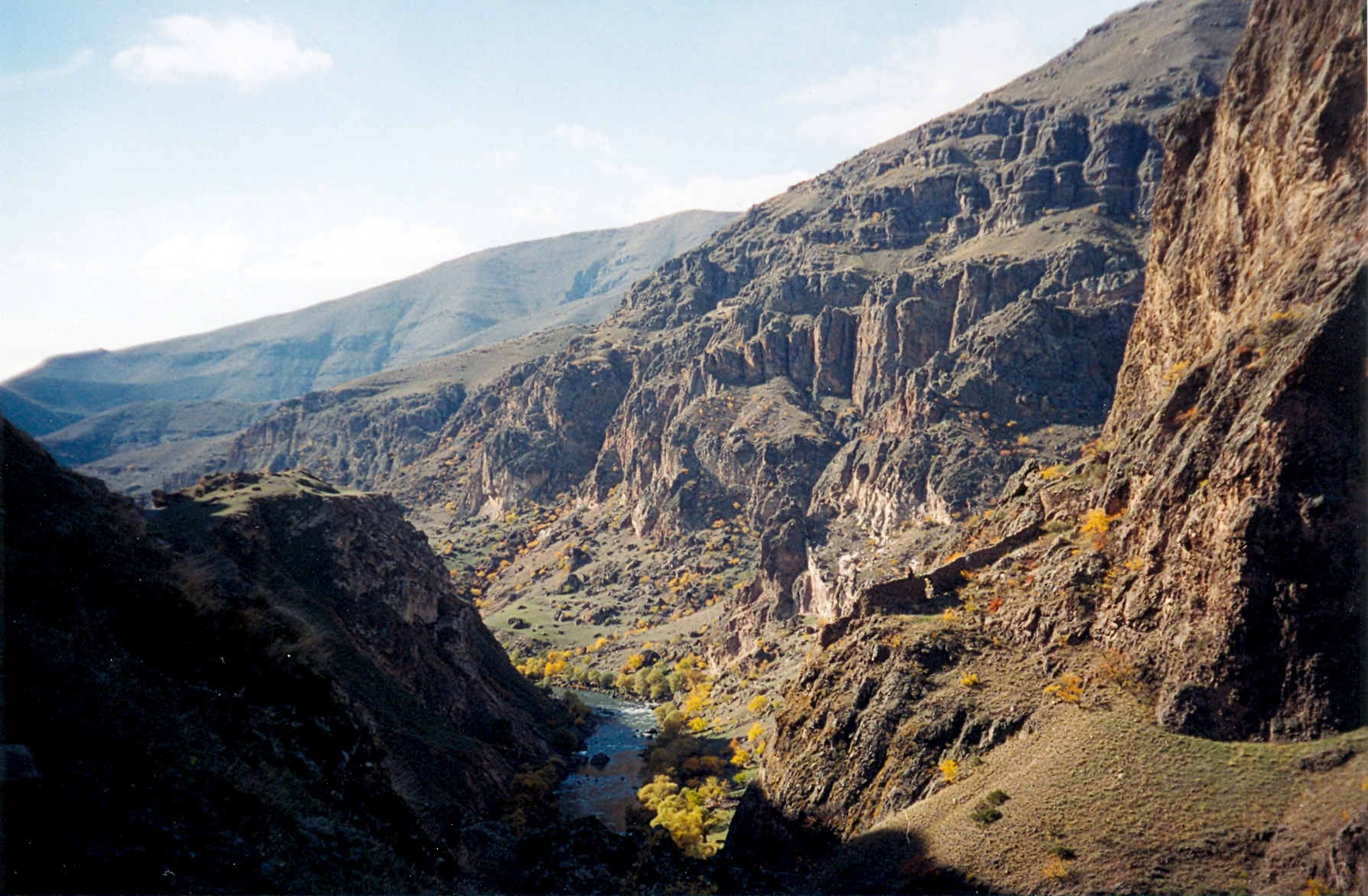
반사막 건조지대의 모습

쿠라강(튀르키예어: Kura, 조지아어: მტკვარი - Mtkvari, 아르메니아어: Քուռ)은 캅카스 산맥을 흐르는 강의 이름이다. 튀르키예 동부에서 발원한 강줄기는 조지아를 거쳐 흘러가며 아라스강을 지류로 받는 더 큰 강이기도 하다. 카스피해로 흘러들어가며 전체 길이는 1,364 km이다.
쿠라라는 명칭은 페르시아어로 고레스 왕(Cyrus the Great)을 읽은 것이며 고대 서구에서는 쿠라강을 고레스 왕의 다른 음가 중 하나인 키루스강이라고 부르기도 했다. 조지아어에서 Kura라는 단어는 Mtkvari에 해당하며 뜻은 "느린 것"이라고 한다. 쿠라라는 명칭은 러시아의 지리학자들이 최초로 차용했고 후에 유럽 학계에 받아들여 졌다고 한다. 일부 지리학 서적에서는 쿠라강을 러시아 이남 지역에서 유럽과 아시아 대륙을 나누는 경계로 보기도 한다.

## 아제르바이잔 내의 유역
사실 쿠라강의 아제르바이잔 영토 내를 흐르고 있어 쿠라-아라스 저지대를 풍요롭게 하는 원천이기도 하다. 카스피해로 직접 유입되는 강은 캅카스와 인근 산맥지대를 이어주는 역할 뿐 아니라 저지대의 비옥한 농토를 유지하는 역할을 한다.
쿠라강의 전체 유역 면적은 86,000 km2정도이며 아라스강보다는 그 크기가 작은 편이지만 많은 산맥 지대를 지나는 하천의 특성상 그 깊이는 아라스강의 두 배에 달한다.